# Soar (rzeka)

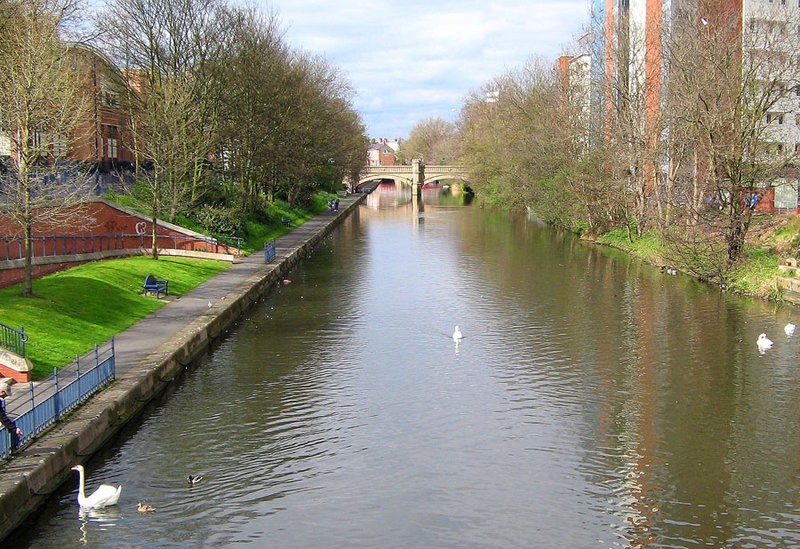
Rzeka Soar w Leicester

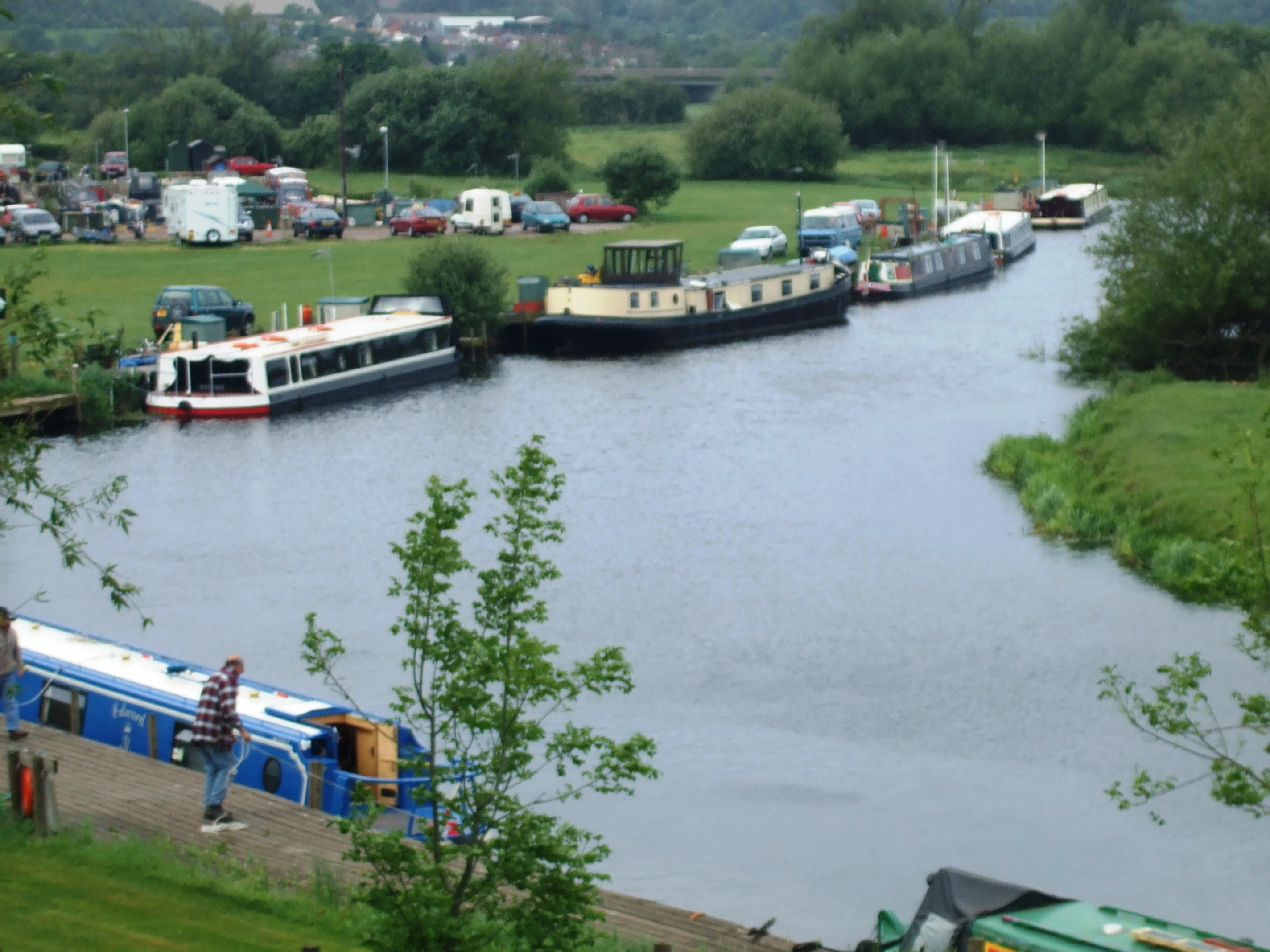
Żegluga na rzece Soar

Soar (ang. River Soar) – rzeka w środkowej Anglii, prawy dopływ rzeki Trent w regionie East Midlands o długości 95 km.
Rzeka przepływa przez miejscowości Croft, Narborough, Blaby, Glen Parva, Leicester, Loughborough, Kegworth.